# ExCeL London
ExCeL London (ExCeL Exhibition Centre) — выставочный центр в Ньюэме, Лондон, Великобритания.
Был открыт в ноябре 2000 года. Площадь внутренних помещений составляет 400 000 м².
В 2009 году здесь прошёл саммит G-20.
С 2001 года является местом проведения Международной выставки вооружений DSEI.
Во время Олимпийских игр 2012 года площадь центра была разделена на 4 спортивных зала, в которых проводились соревнования по боксу, дзюдо, тхэквондо, настольному теннису, фехтованию, тяжёлой атлетике и борьбе.
В 2021 году была проведена Гонка Формулы-Е в Лондоне — этап автогоночного чемпионата Формулы E. Особенностью этапа стало расположение трассы, которая прошла как вокруг центра, так и внутри него, где были расположены стартовая прямая и боксы команд.